# José Timoteo Giaccardo
José Timoteo Giaccardo (en italiano: Giuseppe Timoteo Giaccardo, Narzole, Cuneo, Italia; 13 de junio de 1896-24 de enero de 1948) fue un sacerdote católico. Primer vicario general de la Sociedad de San Pablo.

## Biografía
Nacido y bautizado en Narzole (Italia) el 13 de junio de 1896.
Después de encontrarse con el padre Santiago Alberione, siendo aún muy joven, ingresó en el seminario de Alba.
En 1917, pasó a formar parte de la Sociedad de San Pablo, como formador de los primeros jóvenes. Fue el primer sacerdote y el primer vicario general de la Sociedad de San Pablo.
En enero de 1926, fue enviado a Roma para abrir allí la primera casa filial de la Congregación.
En 1936, volvió al seminario de Alba como superior de la casa madre.
Su vida es un ejemplo actual de cómo es posible conciliar la más profunda vida espiritual con la más intensa vida apostólica.
Ofreció su vida para que se reconociera en la Iglesia la congregación paulina de la Pías Discípulas del Divino Maestro.
Murió el 24 de enero de 1948, víspera de la fiesta de la conversión de san Pablo. Sus restos mortales descansan en la ciudad de Roma, en la cripta del santuario dedicado a la Virgen María, junto a la casa por él fundada.